# 仙台パルコ
仙台PARCO（せんだいパルコ）は、宮城県仙台市青葉区にある株式会社パルコが運営する商業施設。仙台マークワン低層部の地下1階から地上9階部分（10フロア）に入居する。

## 沿革
2008年10月1日から12月31日まで行われた仙台・宮城デスティネーションキャンペーンの直前である同年8月23日に開業。基本商圏を仙台市全域としながらも、東北地方全体を広域商圏ととらえ、入居する約150店で年間売上高140億円を見込んでいる。出店に伴う投資額は130億円。当初の再開発計画においてパルコは賃貸での入居予定であったが、一転して店舗部分を取得した。
開業にあたり、クリエーティブディレクターの箭内道彦を起用して様々なプロモーションを行った。また、宮城県塩竈市出身の写真家である平間至と、仙台市出身/在住のDJ/プロデューサーであるFreeTEMPO（半沢武志）を特別審査員に迎えて「Date fm presents PARCO MUSIC AUDITION」を開催した（仙台七夕のSTARLIGHT EXPLOSIONでの野外ライブ審査などを経て、優勝者はMEGA☆ROCKSへの出場権が得られる）。その他、Zepp SENDAIや仙台サンプラザでの企画ライブやPARCO劇場仙台公演、仙台・青葉まつりへの参加なども行っている。
2014年3月、仙台駅西口の中央南地区内、EBeanS北隣の敷地約3,600m2について、土地所有者である日本通運と土地の賃貸借契約を締結。新たな商業施設を出店することを発表した。2016年7月に開業。

### 年表
- 2004年（平成16年）7月28日 - （仮称）中央一丁目第二地区市街地再開発への出店決定[7]。
- 2008年（平成20年）8月23日 - 仙台PARCO開業。
- 2009年（平成21年）9月19日（シルバーウィーク） - 本来ライバル店であるエスパル仙台店（仙台ターミナルビル）と仙台PARCO（パルコ）が共同し、仙台駅前商店街振興組合が共催、JR東日本仙台支社が協力する、駅前エリア共同プロジェクト「SENDAI HEART STATION」を初開催[8]。同プロジェクトの一環として、JR仙台駅2階コンコースにおいて「S-PAL×PARCOファッションショー」他を初開催した[8][9][10]。
- 2011年（平成23年）
  - 3月11日 - 東北地方太平洋沖地震（東日本大震災）により全館休館[11]。
  - 3月26日 - 一部の店舗を除く地下1階と1階の営業を再開[11]。
  - 3月30日 - レストランフロアを除く全館の営業を再開[11]。
  - 4月4日 - 営業時間が通常通りに復帰[11]。
- 2014年（平成26年）3月19日 - 仙台駅西口への新館建設を発表[6]。
- 2016年（平成28年）
  - 4月18日 - 新館を仙台PARCO2とし、7月1日に開業させることを発表[12]。
  - 7月1日 - 仙台PARCO2開業。

## 仙台PARCO（本館）
1階と9階の天井は高くなっている。同じフロアに男性と女性、女性と子供などの顧客ターゲットの異なる商品を陳列し、カップルやファミリーの組み合わせでも買い物が飽きないように工夫されている。なおPARCOに限らず、ファッションビルにおいてはテナントの出退店が恒常的であるため、最新のテナント構成については仙台PARCO公式サイトを参照。

## 仙台PARCO2（新館）
既存の本館から南西に約300m離れた場所に立地している。規模は本館とほぼ同じ地上10階・地下2階建、延床面積約24,000m2である。既存店に隣接しない場所での新店開業は、パルコとしては初となる。仙台駅前の回遊性を高める施設を目指し、6 - 9階にはTOHOシネマズ（シネマコンプレックス）が入居。
商業施設面積は約9,900m2。これに、シネマコンプレックスとして利用される約4,800m2が加わる。
仙台朝市に隣接していることから、パルコとしては初めて1階部に飲食店フロアを配置。衣料品店舗の割合も3割程度に抑えている。
市民の間で「PARCO2」との呼び方がなじんでいたことから、正式名称としてそのまま採用されている。

### TOHOシネマズ仙台
TOHOシネマズ仙台（とうほうシネマズせんだい）は、仙台PARCO2の6-9階にある全9スクリーンのシネマコンプレックス。 総座席数は1661席（車椅子席18席）。
スクリーン6は2022年1月現在、東北地方では唯一の「IMAXデジタルシアター（5.1ch）」を導入。それ以外のスピーカーシステムには「ヴィヴ・オーディオ」が採用されている。
スクリーン9は東北地方初の音響システム「ドルビーアトモス」およびTOHOシネマズ独自規格巨大スクリーン「TCX」が採用された。
| No. | 座席数 | 車椅子用 | スクリーン サイズ(m) | スクリーン サイズ(m) | 備考                 |
| No. | 座席数 | 車椅子用 | たて                 | よこ                 | 備考                 |
| --- | ------ | -------- | -------------------- | -------------------- | -------------------- |
| 1   | 103    | 2        | 3.6                  | 8.6                  |                      |
| 2   | 91     | 2        | 3.4                  | 8.0                  |                      |
| 3   | 106    | 2        | 3.4                  | 8.0                  |                      |
| 4   | 134    | 2        | 3.8                  | 9.0                  |                      |
| 5   | 216    | 2        | 5.5                  | 13.1                 |                      |
| 6   | 364    | 2        | 非公表               | 非公表               | IMAXデジタルシアター |
| 7   | 197    | 2        | 5.4                  | 12.9                 |                      |
| 8   | 154    | 2        | 4.1                  | 9.9                  |                      |
| 9   | 296    | 2        | 6.3                  | 15.0                 | TCX / DOLBY ATMOS    |

- スクリーン5に「プレミアシート」（追加料金500円）を10席完備。
- スクリーン9に「プレミアボックスシート」（追加料金1,000円）を9席、「フロントリクライニングシート」（追加料金なし）を10席完備。

#### 上映トラブル
2023年5月3日、スクリーン4にて『ザ・スーパーマリオブラザーズ・ムービー』を上映しようとしたところ、誤って『聖闘士星矢 The Beginning』を上映してしまうアクシデントが発生した。最終的に上映は中止され、観客にはチケット代が払い戻された。